# Masakra na wyspie Bangka

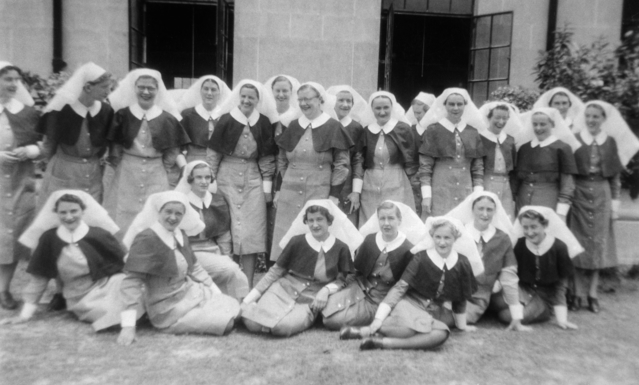
Pielęgniarki pełniące służbę w australijskim szpitalu wojskowym w Singapurze. W drugim rzędzie, szósta od lewej, Vivian Bullwinkel – jedyna kobieta ocalała z masakry na wyspie Bangka

Masakra na wyspie Bangka – zbrodnia wojenna popełniona przez żołnierzy Cesarskiej Armii Japońskiej podczas wojny na Pacyfiku. 16 lutego 1942 roku na wyspie Bangka na wschód od Sumatry japońscy żołnierze zamordowali około 80 rozbitków z brytyjskiego parowca „Vyner Brooke” i innych statków, wśród nich 21 australijskich pielęgniarek. Te ostatnie zostały przed śmiercią zgwałcone. Masakrę przeżyły zaledwie trzy osoby.

## Zatopienie „Vyner Brooke”
Wieczorem 12 lutego 1942 roku z portu w Singapurze wypłynął brytyjski parowiec „Vyner Brooke”. Była to jedna z ostatnich jednostek pływających, którym udało się wydostać z oblężonej przez Japończyków twierdzy. Statek obrał kurs na południe. Na jego pokładzie znajdowało się 47 członków załogi oraz 181 pasażerów, w większości kobiety i dzieci (w źródłach można znaleźć także inne liczby). Wśród pasażerów było 65 wojskowych pielęgniarek, członkiń Australian Army Nursing Service. Ich przełożoną była Irene Drummond.
Aby uniknąć wykrycia, „Vyner Brooke” spędził większą część następnego dnia zacumowany u brzegu niewielkiej, porośniętej dżunglą wyspy. Niemniej już po południu został wykryty przez nieprzyjacielskie lotnictwo. Japońskie samoloty zaatakowały statek, lecz nie uzyskały żadnego trafienia. Po zapadnięciu zmroku „Vyner Brooke” podniósł kotwicę i obrał kurs na cieśninę Bangka. Obecność japońskich okrętów wojennych wymusiła jednak ostrożne manewrowanie. W rezultacie brytyjski statek nie zdołał pokonać cieśniny przed wschodem słońca.
14 lutego około godziny 14:00 płynący cieśniną Bangka statek został dostrzeżony przez nieprzyjacielskie lotnictwo. Intensywne manewrowanie i ostrzał z jedynego działa przeciwlotniczego pozwoliły „Vyner Brooke” odeprzeć pierwszy atak. Przy drugim podejściu japońskie samoloty zdołały jednak uzyskać trzy bezpośrednie trafienia. Po 15 lub 30 minutach statek zatonął.

## Masakra na plaży Radji

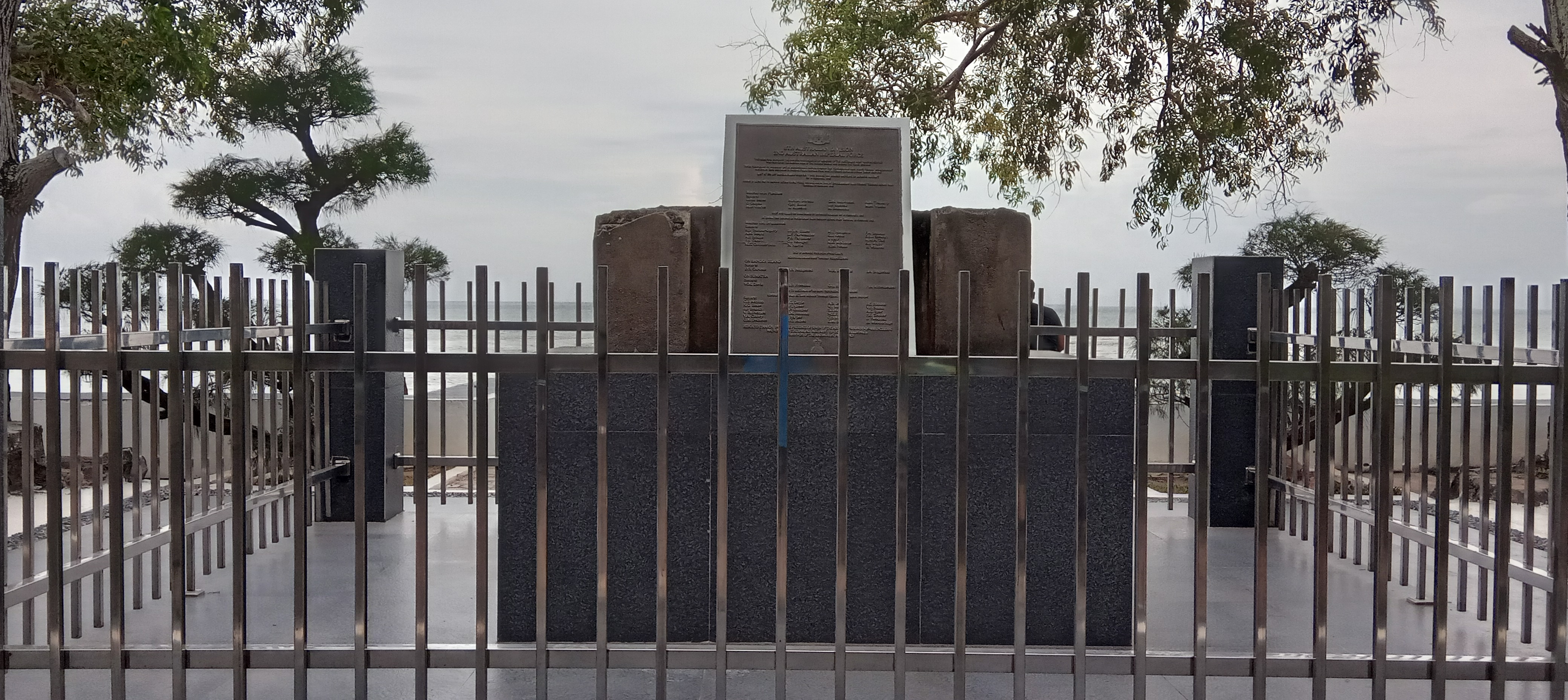
Pomnik w Muntok, upamiętniający ofiary masakry

Katastrofę przeżyło około 150 pasażerów i członków załogi. W różnych grupach i w różnych odstępach czasu, w niektórych wypadkach po spędzeniu nawet 65 godzin na morzu, zdołali oni dotrzeć do wybrzeży wyspy Bangka. Część rozbitków, w tym przełożona Drummond i 21 pielęgniarek, wylądowała na plaży Radji w północnej części wyspy. Spotkali tam innych rozbitków: cywilów oraz do 60 żołnierzy i marynarzy z różnych krajów Wspólnoty Brytyjskiej, których statki i okręty również zostały zatopione u wybrzeży Bangka.
W ten sposób na plaży Radji znalazło się łącznie około 100 rozbitków. Wielu było rannych, brakowało także żywności. Wyspa znajdowała się już pod kontrolą Japończyków, stąd mieszkańcy pobliskich wiosek odmówili udzielenia rozbitkom pomocy. Nie widząc żadnego innego rozwiązania, najstarszy rangą oficer z „Vyner Brooke” postanowił udać się do miasteczka Muntok i tam poddać rozbitków Japończykom. Pod jego nieobecność przełożona Drummond zasugerowała cywilnym kobietom, aby zabrały dzieci i również udały się do Muntok. Wszystkie poza jedną zastosowały się do tej rady. Pielęgniarki pozostały natomiast na plaży, aby opiekować się rannymi rozbitkami. Wzniosły także znak Czerwonego Krzyża.
Przed południem 16 lutego brytyjski oficer wrócił na plażę. Towarzyszyło mu około 20 japońskich żołnierzy. Japończycy rozdzielili kobiety od mężczyzn. Tych ostatnich podzielili następnie na dwie grupy, które kolejno odprowadzili za pobliski cypel. Tam dokonali masowej egzekucji, mordując ofiary przy użyciu broni maszynowej i bagnetów. Z masakry ocaleli tylko dwaj mężczyźni: Ernest Lloyd (marynarz z pancernika HMS „Prince of Wales”) i Eric Germann (obywatel USA, pracownik browaru).
Po zamordowaniu mężczyzn Japończycy powrócili na plażę, gdzie wciąż przebywały 22 australijskie pielęgniarki i cywilna Brytyjka, a także około 10–12 ciężko rannych rozbitków, leżących na noszach. Pielęgniarka Vivian Bullwinkel wspominała, że żołnierze wyczyścili swoje karabiny i bagnety, po czym japoński oficer rozkazał kobietom, by uformowały się w szereg i weszły w morskie fale. Ofiary zdawały sobie sprawę z oczekującego je losu. Przełożona Drummond pocieszała podopieczne słowami:

Głowa do góry dziewczęta. Jestem z was dumna i kocham was wszystkie.

Gdy kobiety znalazły się w morzu, Japończycy otworzyli ogień z broni maszynowej. Po zakończeniu egzekucji zakłuli bagnetami leżących na noszach rannych. Łącznie ofiarą masakry padło około 80 osób.
Przed egzekucją kobiety zostały zgwałcone przez japońskich żołnierzy. Fakt ten przez kilkadziesiąt lat był jednak ukrywany przez rząd Australii. Z ustaleń australijskiej historyk Lynette Silver wynika, że władze zamierzały w ten sposób oszczędzić traumy rodzinom ofiar, lecz jednocześnie zataić fakt, że australijskie dowództwo zaniedbało wcześniejszego ewakuowania pielęgniarek z Singapuru, mimo iż było świadome, że w zdobytym dwa miesiące wcześniej Hongkongu japońscy żołnierze zgwałcili i zamordowali wzięte do niewoli brytyjskie pielęgniarki.
Egzekucję przeżyła ranna pielęgniarka Vivian Bullwinkel, którą fale wyrzuciły na brzeg. Po pewnym czasie natrafiła na ukrywającego się w zaroślach szer. Cecila Kingsleya, brytyjskiego żołnierza z grupy rannych pozostawionych na noszach, który przeżył, mimo iż otrzymał cios bagnetem w pierś. Bullwinkel opatrzyła jego rany, przekonała także kobiety z pobliskiej wioski, aby podarowały im żywność. Po dwunastu dniach, gdy stan Kingsleya nieco się poprawił, postanowili udać się do Muntok. Po drodze natknęli się na oficera japońskiej marynarki wojennej, który zabrał ich na przesłuchanie do bazy marynarki, skąd trafili następnie do obozu dla internowanych w Muntok. Tam spotkali kobiety, które za radą przełożonej Drummond opuściły plażę Radji przed nadejściem Japończyków. Spotkali także ocalałe pielęgniarki z „Vyner Brooke”, które wylądowały w innych punktach wyspy. Kingsley zmarł po kilku dniach na skutek odniesionych obrażeń. Bullwinkel zataiła swoje przeżycia przed Japończykami i większością współwięźniów, obawiając się, że jako naoczny świadek zbrodni może zostać zamordowana.

## Epilog

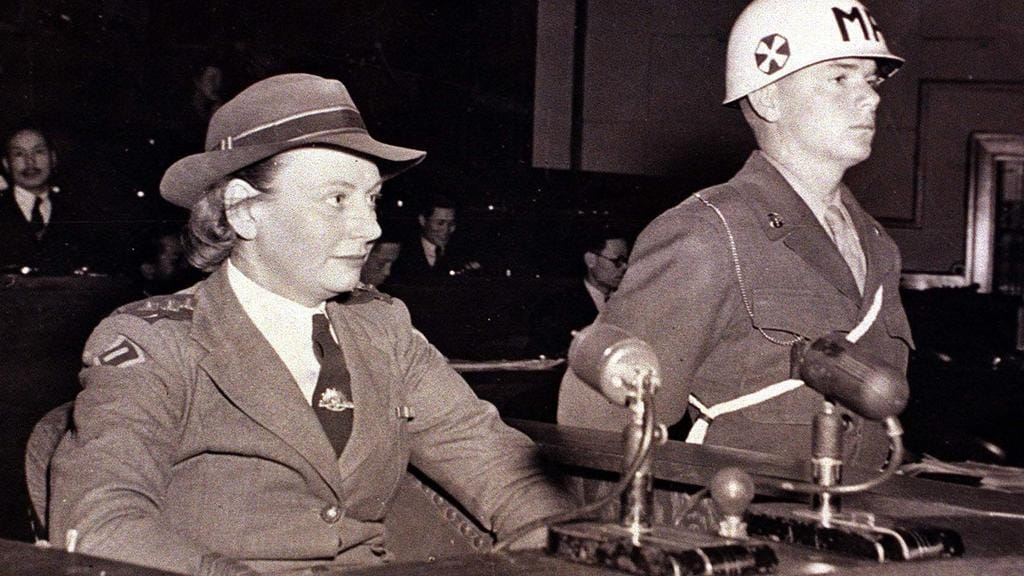
Vivian Bullwinkel składająca zeznania przed Międzynarodowym Trybunałem Wojskowym dla Dalekiego Wschodu (1946)

Plaża Radji była odtąd znana wśród miejscowej ludności jako „angielska zatoka”. Odnajdywano tam kawałki ludzkich kości wyrzucone na brzeg przez morskie fale, ponoć przez długi czas ludność wyspy wzdrygała się także przed spożywaniem złowionych w tym rejonie ryb. Społeczeństwo australijskie dowiedziało się o masakrze dopiero po zakończeniu wojny.
W 1946 roku Vivian Bullwinkel wystąpiła jako świadek przed Międzynarodowym Trybunałem Wojskowym dla Dalekiego Wschodu w Tokio i złożyła zeznania na temat zbrodni na wyspie Bangka. Władze australijskie zakazały jej jednak wspominać o gwałtach, których ofiarą padła ona oraz jej towarzyszki.
Sprawcy masakry nie zostali nigdy ukarani. Nieznane pozostają także ich personalia.
Rodziny, które udzieliły pomocy Bullwinkel i Kingsleyowi, zostały po wojnie wynagrodzone przez rząd Australii. W 1993 roku na plaży Radji odsłonięto pomnik upamiętniający ofiary masakry. Vivian Bullwinkel ofiarowała Australian War Memorial swoje pamiętniki oraz pielęgniarski uniform, który miała na sobie w czasie egzekucji.